# Underclass Hero
Underclass Hero je čtvrté studiové album skupiny Sum 41 a první, na němž chybí někdejší kytarista skupiny Dave Baksh. Poprvé bylo album vydáno 18. července 2007 v Japonsku pod hlavičkou vydavatelství Island Records a celosvětovou distribuci zajišťuje Universal Records. V Kanadě vydává album Aquarius Records. Podobnost titulu s hitem Johna Lennona "Working Class Hero" není podle frontmana skupiny Derycka Whibleyho náhodná - Lennon je Whibleyho nejoblíbenějším textařem. Rovněž skupina Green Day vydala svoji cover verzi hitu zhruba měsíc před vydáním alba Sum 41.
Underclass Hero je o více než deset minut delší než kterékoliv předchozí album Sum 41. To je důsledkem obsahu 14 stop (a jedné skryté), na rozdíl od dvanácti či třinácti na předchozích albech. Ačkoliv délka tohoto alba je spíše dána songy delšími než 3 minuty, jak tomu bylo u alb předchozích.
„Musel jsem se rozhodnout, co chci svojí hudbou sdělit,“ vysvětluje Whibley. „Ptal jsem se sám sebe, pak jsem vzal odpovědi a začal jsem podle nich psát texty. Chtěl jsem vytvořit album, jež bude od začátku až do konce sdělovat něco důležitého. Chtěl jsme, aby mělo závažnost a smysl. Není to předem navržené album. Není o fiktivních osobách ve vymyšleném příběhu ale obsahuje stejnou myšlenku běžící skrz celé album. Je to hluboce osobní výpověď, která odráží zmatek a zklamání v dnešní společnosti.“
Z alba vzešly dva singly, Underclass Hero a Walking Disaster, vydání třetího singlu With Me je ohlášeno, ale datum zatím nebylo určeno. Jako upoutávka k albu byl vydán song March of the Dogs. 26. června 2007 v 17 hodin východoamerického času byla skladba Walking Disaster poprvé uvedena v rozhlasové stanici Buzz 103. Song pronikl na internet a stal se druhým singlem alba. 13. července pronikly na internet i skladby Speak of the Devil a Count Your Last Blessings, načež 14. července se ve výměnných sítích objevilo již celé album. Do začátku prosince 2007 bylo po celém světě prodáno 1,6 milionu kopií (500 000 pouze v Americe).

## Seznam skladeb
Všechny skladby (kromě označených výjimek) byly napsány Deryckem Whibleym.
1. "Underclass Hero" (Deryck Whibley/Steve Jocz) - 3:14
2. "Walking Disaster" – 4:46
3. "Speak of the Devil" – 3:58
4. "Dear Father" – 3:52
5. "Count Your Last Blessings" – 3:03
6. "Ma Poubelle" (Deryck Whibley/Steve Jocz) – 0:55
7. "March of the Dogs" – 3:09
8. "The Jester" – 2:48
9. "With Me" – 4:51
10. "Pull the Curtain" – 4:18
11. "King of Contradiction" – 1:40
12. "Best of Me" – 4:25
13. "Confusion and Frustration in Modern Times" – 3:46
14. "So Long Goodbye" – 3:01
15. "Look at Me" (Hidden track) – 4:03 (začíná v čase 2:00)

## Bonusy
- "No Apologies" - 2:58 (verze pro Austrálii, Velkou Británii a Japonsko)
- "This is Goodbye" - 2:28 (pouze v japonské verzi)
- "Take a Look at Yourself" - 3:24 (pouze pro iTunes)

## Žebříčky
| Země                      | Nejlepší umístění | Prodaných kopií |
| ------------------------- | ----------------- | --------------- |
| Billboard 200             | 7                 | 553,625+        |
| Kanada                    | 1                 | 60,000+         |
| Brazílie                  | 9                 | 10,000+         |
| Rakousko                  | 8                 | 15,000+         |
| Švýcarsko                 | 9                 | 30,000+         |
| German Album Chart        | 10                | 30,000+         |
| Italian Album Chart       | 34                | 20,000+         |
| Japan International Chart | 1                 | 600,000+        |
| Austrálie                 | 22                | 10,000+         |
| UK Official Chart         | 46                | 10,000+         |
| United World Chart        | 12                | 1,600,000+      |

## Speciální edice
- 24. července 2007, v den vydání alba, se v obchodech objevila i speciální edice, obsahující exkluzivní bonusové DVD s tímto obsahem:

- "Underclass Hero" video.
- "Pieces" video
- "We're All To Blame" (Live)
- "Nothing On My Back" (Live)
- Road to Ruin Episode 1
- Road to Ruin Episode 2
- Road to Ruin Episode 3
- Road to Ruin Episode 10

## Osobnosti
- Sum 41
  - Deryck Whibley - kytara, hlavní vokály, piáno, producent
  - Cone McCaslin - baskytara, vedlejší vokály
  - Steve Jocz - bubny, bicí
- David Campbell - ladič
- Jamie Muhoberac - pomocné klávesy
- Dan Chase - pomocné bicí
- Michael Railton - pomocné piáno
- Doug McKean - řízení
- Chris Lord-Alge - mix
- Ted Jensen - mastering
- Robb Dipple - grafika, fotografie, režie, střih bonusového DVD